# 小市慢太郎
小市慢太郎（日语：／ Koichi Mantarō，1969年2月15日—），日本男演員。出身於大阪府大阪市。身高173.5cm。B型血。

## 簡介
本名小市義行。經紀公司Sai株式會社所屬。大阪明星中學暨高等學校、同志社大學畢業。

### 來歷、人物
國、高中時期這6年間參加過軟式網球社。從大學在學時期開始參加日本知名劇作家makino所領軍的「劇團M.O.P.」。直到2010年解散，期間曾數度擔任舞台劇的主角。
1988年於大學在學期間以話劇社社員的身份參加過TBS的問答節目（第637回）。1996年，在SNK電玩格鬥遊戲《龍虎之拳外傳》為本作品主角羅伯特·葛洛西亞（同時也在《格鬥天王》系列擔任）獻聲，是小市少數為人熟悉的配音作品。
興趣是旅行、釣魚。特長有殺陣、游泳、滑雪。

## 戲劇演出

### 舞台劇
- M.O.P.Produce企劃製作·1862“上海大冒險”（1994年）
- C-Company企劃製作 ANGEL EYES ～西部劇～（1994年，作）
- 東京原子核俱樂部（1997年，作）
- G2企劃製作·12人入奴（1997年）
- 自車STORE公演·例件、（1997年）
- 暑假（1998年，作：內藤祐敬、演出：豬上秀德（日语：いのうえひでのり））
- 新·曾根崎心中（1998年，作）
- 今宵限…1928（1998年，演出：栗山民也）
- 本鄉菊富士旅館（1998年）
- 烏鴉的動物園（1999年，演出：栗山民也）
- 東京原子核俱樂部〈再次公演〉（1999年，作）
- 小松座（日语：こまつ座）公演·闇花（1999年，演出：栗山民也）
- 中島羅門（日语：中島らも）事務所企劃製作·正月（2000年）
- NYLON100℃（日语：ナイロン100℃）公演·NiceAge（2000年）
- 自車STORE公演·OUT（2000年，演出：鈴木裕美）
- 小松座公演·闇花〈再演〉（2001年，演出：栗山民也）
- 象人（日语：エレファント・マン (戯曲)）（2002年，演出：宮田慶子）
- LOVE LETTERS（2002年）
- 小松座公演·國語元年（2002年，演出：栗山民也）
- 阿修羅城之眼 BLOOD GETS IN YOUR EYES（日语：阿修羅城の瞳）（2003年，作：中島一基、演出：豬上秀德）
- （2004年，作：、演出：鈴木裕美）
- 劇團M.O.P.（日语：劇団M.O.P.）公演·黑色手帕（2004年，作）
- （2005年，作：菱田信也、演出：宮田慶子）
- 新感線☆NEXUS·Cat in the Red Boots（配音演出，2006年）
- 劇團M.O.P.公演·。（2006年，作）
- 東寶音樂劇·安娜·卡列尼娜（2006年、演出：鈴木裕美）
- TAKE FLIGHT（2007年，演出：宮本亞門（日语：宮本亜門））
- 劇團M.O.P.公演·阿片與拳銃（2008年，作）
- 劇團M.O.P.公演·永別了八月之歌（2010年，作）

### 電視劇

#### NHK系列
NHK
- NHK電視劇館（日语：NHKドラマ館）「宛若疾風（日语：疾風のように）」（1999年10月2日）
- 週五時代劇（日语：土曜時代劇 (NHK)#金曜時代劇）
  - 登勢（2001年4月—6月）—飾 淺川繁
  - 茂七事件簿 不思議的草紙（日语：茂七の事件簿 ふしぎ草紙） 第9話（2002年9月13日）—飾 左吉
  - 秘太刀 馬之骨（日语：秘太刀 馬の骨）（2005年8月—9月）—飾 矢野藤藏
- 連續電視小說
  - 滿天（日语：まんてん）（2003年）—飾 和泉豐
  - 幸福鐵板燒（2011年）—飾 橘公一
- 夜間連續劇（日语：NHK夜の連続ドラマ）「時生 給父親的口信」 第10、11話（2004年9月）—飾 大下鐵男
- 聖誕節電視劇（2004年12月24日）
- 大河劇
  - 風林火山（2007年）—飾 長野業政
  - 龍馬傳（2010年6月）—飾 和助
  - 八重之櫻（2013年）—飾 古川春英
- 第1話（2009年3月6日）—飾 Papa
- Ghost Friends 第9話、最終話（2009年6月4、11日）—飾 計程車司機佐藤
- NHK特集 終戰特集連續劇「靈魂的判决（日语：気骨の判決）」（2009年8月16日）—飾 佐久間渡
- 鐵之骨 第3—5話（2010年7月）—飾 東京地檢特搜部檢察官北原慎二
- 大阪愛與魂：在這個國家生活下去（日语：大阪ラブ&ソウル）（2010年11月6日）—飾 金田正夫
- 鳶 後篇（2012年1月14日）—飾 島野昭之
- 敗中求勝 ～開創戰後新局面的男人 吉田茂～（日语：負けて、勝つ 〜戦後を創った男・吉田茂〜）（2012年9月—10月）
- 美女與男子 第5話（2015年5月12日）—飾 江崎達也
- 命運般的戀愛（日语：運命に、似た恋）（2016年9月—11月）—飾 藤井洋治
- 獄門島（2016年）—飾 磯川警部
- 放送90週年 大河奇幻「精靈守護者II 悲哀的破壞神」（2017年1月—3月）—飾 古爾祖[5]
- Thrill！赤之章 ～警視廳庶務係瞳之事件簿（日语：スリル!〜赤の章・黒の章〜） 第3話（2017年3月8日）—飾 泰川喜一郎
- 毛毯貓（日语：ブランケット・キャッツ）（2017年）—飾 片岡保
- 惡魔吹著笛子來（日语：悪魔が来りて笛を吹く）（2018年）—飾 磯川警部（僅配音）

NHK-BShi
- 禿鷹（2007年2月—3月）—飾 野中裕二

NHK BS Premium
- 八墓村（日语：八つ墓村#2019年版）（2019年）—飾 磯川警部

#### 日本電視網
日本電視台
- shin-D（日语：Shin-D） 東京LOVE 第5話 新宿南口無人島（2000年3月6日）
- 熱血律師 第7話（2008年5月28日）—飾 上田隆志
- MW 第0章 ～惡魔的遊戲～（2009年6月30日）—飾 山內敏一
- 某某妻 第1話（2015年1月14日）—飾 丸山純一
- 花咲舞無法沉默 第2季 第8話（2015年8月26日）—飾 磯部隆彥
- 然後，誰都不在了（日语：そして、誰もいなくなった）（2016年7月—9月）—飾 馬場
- 致命之吻（2018年）—飾 新井郡次
- Miss Devil 人事惡魔·椿真子（2018年）—飾 一之瀨賢治
- 小偷刑警（日语：ドロ刑）（2018年）—飾 村岡清十郎
- Innocence 冤罪律師（2019年）—飾 指宿林太郎
- 我的裙子、去哪了？（2019年）—飾 矢野伸也
- Voice 110緊急指令室（2019年）—飾 田所賢一
- 與你在世界終結之日（2021年）—飾 間宮拓郎
- 金田一少年之事件簿2022 第2、3話（2022年）—飾 伊豆丸險

讀賣電視台
- 復興吧！後藤新平與大震災2400天的戰爭（2012年1月22日）—飾 太田圓三（日语：太田圓三）

#### TBS電視網
TBS
- 這裡是池上署（日语：こちら本池上署）（2003年）—飾 久保利明
- 前男友（日语：元カレ）（2003年）
- 週一推裡劇場（日语：月曜ミステリー劇場）
  - 「追求真實的男人（日语：真実を追う男）2」（2004年）—飾 長谷川誠
  - 「調解交涉人甚內玉子的背後文件（日语：示談交渉人甚内たま子裏ファイル）4」（2005年）—飾 川久保良太
  - 「女金融道第2季」（2005年）—飾 飯嶋宗一
  - 「稅務調査官 窗際太郎之事件簿（日语：税務調査官・窓際太郎の事件簿）13」（2005年）—飾 鳥越數馬
- 爸氣十足2（日语：ホットマン#ホットマン2）（2004年11月25日）
- 女系家族（2005年）—飾 內田正一郎
- 連續劇特別企劃「太宰治物語」（2005年10月10日）
- 戀愛星期天（日语：恋する日曜日）
  - 文學之歌系列 第3、4話「（前篇、後篇）」（2005年10月16、23日）—飾 大輔
  - 第3季 第17話（2007年4月28日）—飾 森川和幸
- 垃圾律師（日语：弁護士のくず） case.5（2006年5月11日）—飾 秋野月夫
- 水手服與機關槍（2006年10月—11月）—飾 黑木幸平
- MR.BRAIN 第3話（2009年6月6日）—飾 千原醫師
- 週一GOLDEN（日语：月曜ゴールデン）
  - JNN50週年特輯 母親醫生診療日記2（日语：おふくろ先生のゆうばり診療日記#おふくろ先生の診療日記2） （2009年6月8日）—飾 青田誠
- BUNGO -日本文學劇場-（2010年）—飾 村松
- 命運之人（2012年）—飾 井口刑警
- 幸福送行者（2012年）—飾 岡部剛史
- 確証 ～警視廳搜査3課 第10話（2013年6月17日）—飾 內丸博之
- 黑河內（2013年）—飾 牛井孟
- White Lab ～警視廳特別科學搜查班～ 第1話（2014年4月14日）—飾 羽柴圭介
- 表參道高校合唱部！ 第3話（2015年7月31日）—飾 櫻庭勳
- 來自劇場靈的邀請函 第1話（2015年10月17日）—飾 錦野豪太
- 99.9 -刑事專門律師-（2016年）—飾 稻葉刑事部長
- 4分鐘的金盞菊（2019年）—飾 片岡拓郎

MBS
- 薊花姑娘的搖籃曲 第3話「白蛇的眼淚」（2010年5月5日）—飾 澤村

#### 富士電視網
富士電視台
- 週五娛樂（日语：金曜エンタテイメント）
  -  （1995年6月16日）
  - 富士電視台開台40週年紀念 少年H（日语：少年H）「那就是我們的戰爭」（1999年11月5日）
  - 歌姬偵探天童芳美 溫泉卡啦OK殺人事件（2002年11月29日）
  - 「6」（2003年6月6日）—飾 鷹取憲三
  - 「和服設計 黛涼子的推理紀行（日语：着物デザイナー 黛涼子の推理紀行）4」（2005年7月1日）—飾 日比憲治
- 週五PRESTIGE（日语：金曜プレステージ）
  - 「眉山（日语：眉山 (さだまさし)）」（2008年4月4日）—飾 澤田祐一
  - 「愛能看見 ～全盲夫婦的小小生命（日语：愛はみえる〜全盲夫婦に宿った小さな命）」（2010年9月3日）—飾 松原真治
- 東京愛情電影（日语：東京ラブ・シネマ） 第11話、最終話（2003年6月23、30日）—飾 豐田
- 人間的証明 第2話（2004年7月15日）
- NEW COMERS（日语：ニューカマーズ）  第2話（2004年5月1日）
- 讓愛想起來 第9、10話（2004年8月31日、9月7日）—飾 久野晶弘
- 急症群英 第3季（2005年1月—3月）—飾 日比谷學
- 為愛向錢衝 第3話（2005年4月28日）—飾 清川正
- 急速引擎 LAP 7（2005年5月30日）—飾 警衛
- 給飛鳥與尚未出世的孩子（日语：飛鳥へ、そしてまだ見ぬ子へ）（2005年10月10日）
- 女人的一代記系列 第1夜 （2005年11月24日）
- 空姐特訓班（2006年4月—6月）—飾 渡邊誠
  - 週六PREMIUM（日语：土曜プレミアム） 空姐特訓班特別篇 ～來去夏威夷篇（2007年1月13日）
  - 空姐特訓班特別篇 ～來去澳洲雪梨篇（2008年4月3日）
- 戀愛維他命 第5話（2006年8月7日）—飾 柳瀨真
- 折翼的天使（日语：翼の折れた天使たち） 第3夜「時」（2007年2月28日）—飾 菅原
- 我們的教科書 第1、3話（2007年4月12日、26日）—飾 日野圭輔
- 新娘與爸爸（日语：花嫁とパパ） 第8、9話（2007年5月29日、6月5日）—飾 桂木讓
- “千縷柔風”電視劇特輯第2彈「大象花子（日语：ゾウのはな子）」（2007年8月4日）—飾 大山浩太
- 神探伽利略 第二章「脫離」（2007年10月22日）—飾 上村宏
- 人生補時 第1節（2008年2月2日）—飾 晚報主編篠田
- 沒有玫瑰的花店 第6話—8話（2008年2月18日—3月3日）—飾 林久則
- 各種血型女人結婚的方法（日语：血液型別 オンナが結婚する方法♪） 第四夜（2009年2月26日）—飾 源五郎
- 極道幫幫忙（日语：任侠ヘルパー） 第7話（2009年8月20日）—飾 瀧本誠一
- 世界奇妙物語
  - 秋季特別篇「詛咒的裁判」（2009年10月5日）—飾 守河明
  - 25周年記念! 秋季連續2週SP 電影導演篇「謊言誕生之日」（2015年11月28日）—飾 宇佐美正太郎的父親
- Room Of King（日语：Room Of King） 第7話（2008年11月15日）—飾 西園寺輝彥
- BOSS 第7話（2009年5月28日）—飾 東鄉英憲
- 不毛地帶（2010年2月）—飾 東山德黑蘭事務所長
- 地鐵沙林毒氣事件 第15年的爭闘 ～那一天、在霞關到底發生什麼事～（日语：地下鉄サリン事件 15年目の闘い〜あの日、霞ヶ関で何が起こったのか〜）（2010年3月20日）—飾 林郁夫
- JOKER 不被原諒的搜查官 第1話（2010年7月13日）—飾 河相勇造
- 結婚不結婚（2012年10月—12月）－谷川修司
- LAST HOPE 第2話（2013年1月22日）—飾 櫻井雅彥
- 我存在的時間（2014年1月—3月）—飾 澤田昭夫
- HERO 最終話（2014年9月22日）—飾 八木
- 信長協奏曲 第6話（2014年11月17日）—飾 朝倉義景
- 歡迎來我家 第7—9話（2015年5月25日—6月8日）—飾 青葉銀行行員村井
- CRISIS 公安機動搜查隊特搜組（2017年）—飾 有馬丈博
- 貴族偵探（2017年6月12日）—飾 大杉道雄
- SUITS 第4話（2018年10月29日）—飾 辛島悠紀夫
- BRIDGE 始於1995.1.17神戶（日语：BRIDGE はじまりは1995.1.17神戸）（2019年）—飾 但馬源
- 草莓之夜傳奇（日语：ストロベリーナイト・サーガ）（2019年）—飾 長岡征治
- 夏洛克：未敘之章 第5話（2019年11月4日）—飾 乾貴久
- 龍之道 雙面復仇者 第4—6話（2020年8月18、25日、9月1日）—飾 二見敏明
- DIVER-特殊潛入班-（日语：DIVER-特殊潜入班-） 第4話、最終話（2020年10月13日、20日）—飾 遠藤洋三
- 間諜家族～我家的特殊任務～（日语：エージェントファミリー〜我が家の特殊任務〜）（2021年）—飾 佐藤俊夫
- 我和他都是新郎。（2022年）—飾 瀨戶剛志
- 真夏的灰姑娘（2023年）—飾 水島創一

關西電視台
- 健康有文化的最低限度生活 第5、6話 （2018年8月14日、21日）—飾 島岡雷
- 戀愛何必認真？ 第6、7話（2022年5月23日、5月30日）—飾 岡下次郎
- Unmet 某腦外科醫的日記（2024年）—飾 高美武志

#### 朝日電視台
- 「白」（1995年9月2日）
- 幻想MIDNIGHT（日语：幻想ミッドナイト）最終夜特別篇（1997年12月20日）
- 週五夜間連續劇
  - 心魔大審判（日语：スカイハイ (漫画)#テレビドラマ） 第六死（2003年2月21日）
  - 心魔大審判2 第八死、最終死（2004年3月12、19日）
  - 聽我的電波吧（2023年4月21日—）—飾 久連木克三
- 相棒 Season 2 第17話（2004年2月18日）—飾 望月則彥
- 有異議！女律師大岡法江（日语：異議あり!女弁護士大岡法江） 第8話、最終話（2004年3月4、11日）
- 刑事房間 ～六本木犯罪搜查班～（日语：刑事部屋〜六本木おかしな捜査班〜） 第8話（2005年9月7日）—飾 最上多津男
- 倉本聰劇場特別篇 祇園囃子（日语：祇園囃子 (テレビドラマ)）（2005年9月24日）
- 熟年離婚（日语：熟年離婚） 第5、6話（2005年11月10日、17日）
- 松本清張 野獸之道（日语：けものみち） 第7卷（2006年2月23日）—飾 朝倉邦男
- 7人女律師 第1季 第8話（2006年6月1日）—飾 木田聰
- 謎 Piece8（2008年6月6日）—飾 曾我伸夫
- 男裝麗人 ～川島芳子的生涯～（日语：男装の麗人〜川島芳子の生涯〜）（2008年12月6日）—飾 土屋文明（日语：土屋文明）
- 警視廳搜查一課9係 season2 第5話「殺人DJ」（2010年7月28日）
- 情報之女 ～國稅局查察官～（2010年10月—12月）—飾 久米四郎
- 警視廳特殊犯搜查係（日语：ジウ 警視庁特殊犯捜査係） #6～最終話（2011年9月2日—23日）—飾 木原毅
- 遺留捜査 第3季 第1話（2013年4月17日）—飾 相馬悟郎
- 死神君 第8話（2014年6月13日）—飾 內田克也
- 零的真相 ～監察醫松本真央～ 第1話（2014年7月17日）—飾 長瀨悟
- 迷宮搜查（日语：迷宮捜査#テレビドラマ）（2015年5月10日）—飾 角南慎介
- 再見，江成君（日语：サヨナラ、えなりくん） 第6話（2017年6月5日）—飾 梅津
- 誘拐法庭 ～Seven Days～（日语：誘拐法廷〜セブンデイズ〜）（2018年10月7日）—飾 棚橋幸夫
- 警視廳搜査一課長（日语：警視庁・捜査一課長）（2019年）—飾 及川隆三

#### WOWOW
- WOWOW開台10週年紀念Prime Suspense 「Kanon」（2002年1月2日）
- Midnight☆Drama（日语：ミッドナイト☆ドラマ） 「借王 -錢之達人-（日语：借王#テレビドラマ）」（2009年10月—11月）—飾 澤田健太郎
- 電視劇W（日语：ドラマW）「完美的藍（日语：パーフェクト・ブルー）」（2010年2月7日）—飾 木原和夫
- 橫山秀夫懸疑四部曲第1彈 第2回「誤報」（2010年3月21日）
- 連續電視劇W（日语：ドラマW）
  - 「下町火箭」（2011年8月—9月）—飾 殿村直弘
  - 「Lady Joker（日语：レディ・ジョーカー#テレビドラマ）」（2013年3月—4月）—飾 田部
  - 「代罪羔羊（日语：スケープゴート (小説)#テレビドラマ）」（2015年4月—）—飾 山下巧
  - 「誤斷（日语：誤断）」（2015年11月—）—飾 真島康二
- 彬與瑛（2017年7月9日—9月3日）—飾 長島隆三
- 監査役野崎修平（日语：監査役野崎修平）（2018年）—飾 柏木龍馬

#### 其它電視台、衛星電視
- UHB開台30週年紀念特別節目 North Point（第1回） TSUBASA（日语：ノースポイント#つばさ）（2003年1月26日，UHB）—飾 西本
- 兩人的櫃檯（日语：カウンターのふたり） 第5話「虛構之夜」（2012年6月16日，TwellV）—飾 西崎浩一
- 誤差（日语：誤差 (松本清張)#2017年版）（2017年，東京電視台）—飾 竹田宗一

### 網路連續劇
- GyaO（日语：GYAO!#GyaO）『寶物（日语：たからもの (テレビドラマ)）』

### 電影
- （1998年）—飾 公會堂的執行人員
- （2001年）
- 柏拉圖式性愛（2001年）
- 在那邊（日语：ココニイルコト）（2001年）—飾 大伴尚之
- （2002年）
- 昭和歌謠大全集（日语：昭和歌謡大全集 (映画)）（2003年）—飾 精神科醫師
- 天線（日语：アンテナ (小説)#映画）（2004年）—飾 荻原重信
- 再見了，可魯（2004年）—飾 川本
- 隱劍鬼爪（2004年）
- Pachigi！突破（日语：パッチギ!）（2005年）
- 草莓碎片（2005年）
- 輪廻（日语：輪廻 (映画)）（2006年）—飾 山中
- Dear Friends（2007年）—飾 木下醫師
- 謹告犯人（2007年）—飾 櫻川夕起也
- 象的背上（日语：象の背中）（2007年）—飾 若泉醫師
- L change the WorLd（2008年）
- 琥珀色的微光（2008年，短篇電影）—飾 藍澤省三
- 秃鷲（日语：ハゲタカ (映画)）（2009年）—飾 野中裕二
- 劍嶽 點之記（日语：劒岳 点の記）（2009年）—飾 岡野金次郎
- 談判尤物 THE MOVIE 腦戰一萬呎高空（2010年2月11日）—飾 真崎悅也
- 死刑台與電梯（2010年10月9日）—飾 古山健三
- PIECE ～記憶的碎片～（2012年）—飾 津田東次郎
- 米娜村沒有用盡（日语：果てぬ村のミナ）（2012年11月18日）—飾 守屋悅司
- ROUTE42（日语：ROUTE42）（2013年，瀨木直貴（日语：瀬木直貴）導演）
- 夏之殘戀（2013年8月31日，KlockWorx（日语：クロックワークス））
- 東京難民（日语：東京難民#映画）（2014年2月22日，Phantom Film（日语：ファントム・フィルム））—飾 小早川
- KANO（2014年）—飾 菊池寬
- 浪客劍心：京都大火篇／傳說的最後時刻篇（2014年8月1日／9月13日，華納兄弟）—飾 川路利良
- 蟬之記（日语：蜩ノ記#映画）（2014年10月4日，東寶）
- 戀愛魔法奇蹟（日语：MIRACLE デビクロくんの恋と魔法）（2014年11月22日，東寶）
- 稻草人和球拍 ～亞季和珠子的暑假～（日语：案山子とラケット ～亜季と珠子の夏休み～）（2015年4月4日）—飾 小田切雅也
- 劇場靈（2015年11月21日）—飾 錦野豪太
- 秘密 THE TOP SECRET（2016年8月6日）—飾 淺野諮問委員長
- 誰的木琴（2016年9月10日，東陽一（日语：東陽一）導演）
- 惑 ～After the Rain～（2017年1月21日，Argo Pictures（日语：アルゴ・ピクチャーズ））—飾 石川誠志郎[6]
- 風的顏色（2018年1月26日）—飾 橘田[7]
- 完美世界 與你同在的奇蹟（日语：パーフェクトワールド (有賀リエの漫画)#映画）（2018年10月5日）—飾 川奈元久[8]
- 戀之雫（日语：恋のしずく (映画)）（2018年10月20日）—飾 坪島泰淳[9]
- 初戀 ～父親、我已經不是小孩子了～（日语：お父さん、チビがいなくなりました#映画）（2019年5月10日）—飾 雅紀
- 福島50英雄（日语：Fukushima50 (映画)）（2020年）—飾 原子力安全委員會委員長（日语：班目春樹）
- 記憶技法（2020年11月27日）—飾 鹿角正
- 浪客劍心 最終章 The Final（2021年4月23日）—飾 川路利良

### 廣告
- 萬事達卡
- 月桂冠（日语：月桂冠 (企業)）
- Panasonic VIERA
- Sony Cyber-shot『「卒業」HD篇』（飾演女兒的父親，2007年3月5日—）—與荒井萌、YOUKI（日语：ゆうき）、五代俊介（日语：五代俊介）共演
- 三井住友信用卡
- ABC-Mart（日语：ABCマート）

### 音樂錄影帶
- 2003年：（DEEN）
- 2007年：心（日语：こころ (小田和正の曲)）（小田和正）

## 配音作品

### OVA
1999年
- SAMURAI SPIRITS 2 ～阿斯拉斬魔傳～（加爾福特）

### 遊戲
1996年
- 格鬥天王系列（1996～2003，羅伯特·卡爾西亞（日语：ロバート・ガルシア (龍虎の拳)）[注 1]）
- 侍魂系列（1996～2004，加爾福特（日语：ガルフォード）[注 2]）
- Art of Fighting 龍虎之拳 外傳（羅伯特·卡爾西亞、卡曼·柯爾）

1998年
- 格鬥天王草薙京（羅伯特·卡爾西亞）[注 3]

### 外語配音

#### 電視影集
2016年
- 三劍客與達太安（Renard男爵〈Miles Anderson 飾演〉）－第15集。